# Eurypogon californicus
Eurypogon californicus är en skalbaggsart som beskrevs av Horn 1880. Eurypogon californicus ingår i släktet Eurypogon och familjen Artematopodidae. Inga underarter finns listade i Catalogue of Life.